# 白花小叶蓝丁香
白花小叶蓝丁香（学名：Syringa meyeri f. alba）是木犀科丁香属蓝丁香的变种。分布于中国大陆的辽宁等地，见于山坡，目前尚未由人工引种栽培。